# Fahrplananordnung
Die Fahrplananordnung (Fplo) ist ein Dokument, mit dem auf dem Netz der Deutschen Bahn AG die Fahrplanangaben eines Sonderzuges den an der Durchführung der Zugfahrt beteiligten Stellen bekanntgegeben werden (z. B. Fahrdienstleiter entlang der befahrenen Strecke, EVU-Leitstelle, Triebfahrzeugführer).
Die Fahrplananordnung wird von den jeweils zuständigen Regionalbereichen der DB InfraGO erarbeitet und typischerweise fernschriftlich per Fax, E-Mail verteilt.

## Beispiel einer Fplo
Fernschriftlich nimmt die Fplo folgende Form an (Ausschnitt):
```
DbZ 94820 (39.8) Mo 01.11.10
Hamm Rbf Hde - Wengern Ost
Tfz: 360 SG
Wagenzuglast:21 t Wagenzuglänge:21 m Gesamtzuglänge:32 m, Mbr 28 P
60 km/h
Im Sonderfahrplan nach Bfpl 292, 290

– östliche Umfahrung –
Bft Hamm Rbf Hde   11.17  <aus Abstellung>
                          Bfpl 292 S.359 Sp.2d Mbr 20
Bft Hamm Rbf Hda      19
Abzw Selmig           22  Bfpl 292 S.353 Sp.2d Mbr 22
Bft Autobahn          31  nach <9018 bis EHID>
Bft Bönen             33  Bfpl 290 S.178 Sp.2d Mbr 28
Unna                  42
Holzwickede           50
– Nahgleis –
Abzw Heide            58  nach X <29517>

```

Die Fplo konkretisiert den Fahrplan eines Zuges hinsichtlich Zeit und Ort. Sie enthält im Kopf von oben nach unten: Zuggattung (hier Zug für besondere Zwecke Dritter EVU), Zugnummer, Produktcode der Zuggattung, Verkehrstag, Start und Ziel, eingesetzte Triebfahrzeugbaureihe (hier DB-Baureihe V 60 im Schnellgang), Angaben zu Zuglänge und Last, Mindestbremshundertstel der Gesamtstrecke und Bremsstellung, Höchstgeschwindigkeit des Zuges und Fundstelle der streckenbezogenen Fahrplandaten (hier Ersatzfahrplan-Hefte 290 und 292, gängig ist auch der Verweis auf den Fahrplan eines anderen Zuges).
Es folgen Informationen zur zeitlichen Abfolge der Betriebsstellen. Auch Angaben zur Disposition durch die Fahrdienstleiter sind enthalten (so soll der Beispiel-Zug dem Zug 9018 ab Bahnhofsteil Autobahn bis Abzweig Heide nachfahren und dort zunächst Kreuzung mit Zug 29517 abwarten). Soweit zwischen zwei Betriebsstellen mehrere Fahrmöglichkeiten bestehen, werden diese durch die Fplo auf einen bestimmten Fahrweg konkretisiert (hier z. B. „Nahgleis“). Abweichungen vom geplanten Fahrweg erfordern eine neue Fplo oder die Möglichkeit einer Umleitung unter erleichterten Bedingungen.
Für den Triebfahrzeugführer sind in der Beispiel-Fplo Verweise auf die Seiten der Ersatzfahrplanhefte enthalten, auf denen er die streckenbezogenen Angaben zu Geschwindigkeiten, Signalstandorten und anderen Besonderheiten der Strecke findet. Nur gemeinsam mit den Angaben im Ersatzfahrplan bildet die Fplo für den Triebfahrzeugführer einen gültigen Fahrplan. Die Angaben zu notwendigen Mindestbremshundertsteln auf bestimmten Streckenstücken sind für den Fall enthalten, dass Bremshundertstel fehlen. In diesem Fall muss beurteilt werden, auf welchen Streckenabschnitten besondere Maßnahmen erforderlich sind.
Eine Fahrplananordnung ist zu differenzieren von einer Fahrplan-Mitteilung. Letztere wird in der Regel von der zuständigen Betriebszentrale für eine einmalige Zugfahrt ausgestellt, wenn kurzfristige Abweichungen vom Ist-Zustand (Fahrpläne inkl. mögliche, bereits zuvor ausgestellte Fahrplananordnungen) dies erfordern.